# أسد البحر الياباني
أسد البحر الياباني هو نوع منقرض من أسود البحر كان يعيش في المناطق الساحلية لالأرخبيل الياباني وكوريا.